# Acraea acutipennis
Acraea acutipennis är en fjärilsart som beskrevs av Schultze och Aurivillius 1923. Acraea acutipennis ingår i släktet Acraea och familjen praktfjärilar. Inga underarter finns listade i Catalogue of Life.